# Programma nucleare militare giapponese

Bandiera dell'Impero giapponese.

Il programma nucleare militare giapponese, noto come Genzai Bakudan, si sviluppò in due differenti progetti: uno sotto l'egida della Marina imperiale giapponese e l'altro sotto l'egida dell'Esercito imperiale giapponese ma entrambi non arrivarono a compimento prima della sconfitta del Giappone nella seconda guerra mondiale.

## Origine del programma
Gli sforzi in Giappone da parte di gruppi di scienziati per sviluppare un'arma atomica iniziarono già nel 1937. Gli scienziati formarono un collegio per spingere sia l’esercito che la marina a finanziare lo sviluppo di tali armi. Durante gran parte della Seconda Guerra Mondiale vi erano due squadre giapponesi che lavoravano isolate per creare l'arma. Nel 1944 queste squadre furono unite per razionalizzare gli sforzi. Ciò diede origine ad affermazioni, postbelliche, secondo cui il programma dell’esercito giapponese di Yoshio Nishina fu abbandonato, cessò a tutti gli effetti ma gli sforzi furono ripresi da un programma successivo. Questi due progetti iniziali erano guidati dalle due forze armate contrapposte dall'esercito imperiale e dalla marina, le quali guidavano i progetti separatamente. I progetti della marina iniziarono successivamente alle disfatte nel Mar dei coralli mentre il programma dell'esercito era più precoce essendo iniziato nel 1940. 

## Programma della Marina Imperiale giapponese
Il programma fu denominato "F-Go" (dove "F" indicava la "fissione") e fu diretto dal professor Bunsaku Arakatsu e comprendeva nel suo staff anche Hideki Yukawa, il primo giapponese a ricevere il Premio Nobel nel 1949; programma incominciato a Kyoto nel 1942 che mirava a ottenere una fonte di energia alternativa e indipendente dal petrolio e dal carbone che scarseggiavano in Giappone. 

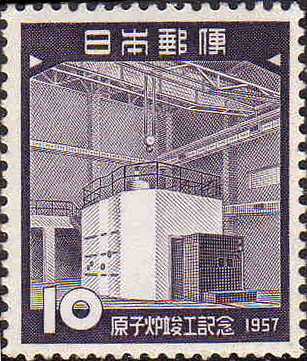
Francobollo commemorativo del 1957 per il completamento del primo reattore nucleare giapponese.

## Programma dell'Esercito Imperiale giapponese
Il programma fu denominato "Ni-Go" e fu diretto dal professor Yoshio Nishina (che era amico di Niels Bohr), con fini prettamente militari. Questo programma si era iniziato nel luglio del 1941 nel RIKEN (che era l'Istituto per le ricerche sulla fisica e la chimica istituita fin dal 1931) ed era ubicato a Tokyo. Tuttavia, i bombardamenti su Tokyo danneggiarono gravemente l'Istituto tanto che fu necessario trasferirlo presso Konan (ora Hŭngnam) nella Corea del nord, dove esistevano delle miniere di materiale radioattivo, anche se non in quantità sufficiente.

## Ritrovamenti statunitensi a fine guerra
Dopo la resa del Giappone, gli americani ritrovarono 5 ciclotroni (destinati alla produzione di combustibile nucleare), che furono demoliti e i pezzi furono gettati nella baia di Tokyo. Dal momento che furono i sovietici ad arrivare per primi nella Corea del Nord, non fu possibile per gli statunitensi avere dati certi sulle ricerche effettuate a Hŭngnam.

## Ricerche effettuate dopo la fine della guerra
Parecchi anni dopo la fine del conflitto, incominciarono a comparire documenti declassificati dove si indicava un presunto esperimento atomico nipponico effettuato il 12 agosto 1945 nel mare davanti a Hŭngnam. Si citava una strana esplosione avvenuta su una nave bersaglio la quale affondò insieme con tutte le altre presenti nella baia oggetto dell'esperimento.